# Міжнародний виставковий центр (Київ)
Міжнародний виставковий центр (скорочено «МВЦ») — найбільша виставкова споруда України, що розміщена в місті Києві. Місце проведення 62-го пісенного конкурсу «Євробачення 2017».

## Історія
Ідея будівництва комплексу належала Віктору Ткаченку — тоді директору Київського палацу спорту (зараз — президент МВЦ). Автор ескізного проєкту комплексу — український архітектор Януш Віг, очолило проєктні роботи першої черги(перший зал)АТ «Київпроєкт» (головний архітектор проєкту будівництва — Едуард Сафронов). Проекні роботи другої черги(другий, третій зали)архітектурний розділ виконувала архітектурна майстерня ПП «Архітектор Гершензон»(головний архітектор М.Гершензон. Найвагоміший внесок у будівництво виставкового центру зробили концерн «Укрмонолітспецбуд» (Гончаров Л. І.), компанія «Сейм-93» (Камінський А. В.), ЗАТ «Енергомонтажвентиляція» (Корбут В. П., Іщенко А. Ю.), ВАТ УкрНДІпроєктстальконструкція (Шимановський О. В.).
Керівником МВЦ з початку його спорудження був призначений Анатолій Ткаченко. Перший павільйон було відкрито в жовтні 2002 року.
У жовтні 2005 року на 72-м Конгресі UFI (Всесвітня асоціація виставкової індустрії) МВЦ був прийнятий до цієї організації у двох категоріях — «Експоцентр» і «Організатор виставок».
У листопаді 2006 року приймав Форум Intel для розробників.
У травні 2017 року на території Міжнародного виставкового центру відбувся Пісенний конкурс Євробачення 2017.
Влітку 2017 року розпочалися підготовчі роботи нової черги. Будівництво має завершитись у 2019 році. Будуть збудовані нові павільйони, 13-поверховий готель і амфітеатр.

## Технічні характеристики
Центр поєднує в єдиному архітектурному ансамблі три павільйони загальною площею 58000 м², з яких 28018 м² — виставкові зали.
При проєктуванні та будівництві комплексу були враховані найновіші світові вимоги:
- три павільйони мають 15 в'їзних груп, що дозволяє доставляти великогабаритні вантажі безпосередньо у виставкові зали.
- у комплексі є конгрес-хол та чотирнадцять стаціонарних конференц-залів місткістю від 90 до 600 місць, кімнати для переговорів, приміщення для зберігання коштовних речей і зброї, кафе та ресторани швидкого харчування, гардероби і туалети, система кондиціонування повітря.
- зручні під'їзні шляхи ведуть до власних паркувальних майданчиків на 2500 машин;
- технічне оснащення дозволяє задовольнити будь-які запити операторів виставок та організаторів різних заходів у дизайні, архітектурно-планувальних рішеннях і послугах.
- зали можна легко поділити мобільними перегородками на ізольовані приміщення, щоб проводити декілька заходів одночасно.
- здатність підлог витримувати надвисокі навантаження та, практично, відсутність колон у залах при великій висоті від підлоги до ферм стелі — до 25 м дозволяють розвантажувати потужними автокранами будь-які великогабаритні експонати безпосередньо в павільйонах, будувати ексклюзивні триповерхові виставкові стенди та інші найрізноманітніші конструкції.
- центр надає експонентам та учасникам заходів підключення до водопостачання, каналізації та електромережі, вихід до Інтернету, окремий телефонний номер, бездротові системи зв'язку з синхронним перекладом на потрібну мову, офісні приміщення, послуги банку.

## Розташування
Комплекс розташований за п'ять хвилин пішого ходу від станції метро «Лівобережна» на Броварському проспекті та за 10 хвилин поїздки на метро від центру столиці, а також має гарне сполучення з міжнародним аеропортом «Бориспіль» (27 км). Пряма лінія метро, також, доправить експонентів, учасників заходів та гостей МВЦ від залізничного вокзалу.
Поблизу знаходяться три- та чотиризіркові готелі «Турист», «Адрія», «Славутич», «Братислава».

## Заходи
Першим кроком МВЦ стала організація Міжнародного промислового форуму «Виробництво і захист — 2002». Сезон 2003 відкрила грандіозна експозиція «Промисловість міста — киянам», а протягом року відбулося майже п'ятдесят масштабних подій різного напрямку.
З 2004 року комплекс щорічно приймає понад сімдесят заходів, з яких близько п'ятдесяти займають всю виставкову площу: за останні три роки в центрі відбулося понад 200 міжнародних виставок, на яких було представлено близько 50 тисяч експонентів і побувало майже два мільйони відвідувачів.
Найбільш суспільно значущими подіями стали проведені в Міжнародному виставковому центрі світові політико-економічні форуми:
- 5-а Всеєвропейська конференція міністрів охорони навколишнього природного середовища «Довкілля для Європи»,
- Виконавча асамблея Всесвітньої Енергетичної Ради (ВЕР)
- 7-ма Європейська міністерська конференція з питань політики у сфері засобів масової інформації.

«Міжнародний виставковий центр» виступає організатором виставкових заходів, серед яких щорічні заходи: «Зброя та безпека» (засоби захисту, озброєння та спецтехніка), «Паливно-енергетичний комплекс України: сьогодення та майбутнє», «АгроФорум» (технології та обладнання, сільськогосподарська техніка, виробництво кормів і ветеринарія), «Технології захисту» (засоби попередження та ліквідації надзвичайних ситуацій будь-якого походження), «КомунТех» (інженерні технології та обладнання для комунального господарства), «Аква Україна» (демонстрація найсучасніших засобів і технологій розвідки, видобування, підготовки і доставки води, збереження та охорона водних ресурсі).
МВЦ є організатором найбільшої виставкової події в машинобудівній галузі України — «Міжнародного промислового форуму», який схвалено UFI (Всесвітня асоціація виставкової індустрії).
У 2021 МВЦ став одним із центром масової вакцинації проти COVID-19